# Joakim Wulff
Joakim Wulff, född 6 februari 1979, är en svensk före detta fotbollsmålvakt.

## Karriär
Wulff startade sin proffskarriär i Falkenbergs FF dit han kom från Laholms FK. Därefter värvades Wulff till IF Elfsborg men tog aldrig en ordinarie plats i startelvan. När Östers IF skulle etablera sig i Superettan föll valet på Wulff och övergången blev klar den 10 januari 2011.
På grund av en stressfraktur missade Joakim Wulff inledningen på säsongen 2012. Han hade därefter svårt att ta tillbaka platsen som förstaval som togs över av ersättaren Alexander Nadj. 
Den 4 december 2013 bekräftade Joakim Wulff att han var klar för Varbergs BoIS.
I april 2018 anslöt han till IK Sirius trupp. Wulff spelade tre allsvenska matcher för Sirius. Den 13 juli 2018 lämnade han klubben. Kort därefter skrev Wulff på för IFK Värnamo. Inför säsongen 2019 avslutade han karriären och blev målvaktstränare i IFK Värnamo.